# Buddhistische Wirtschaftslehre
Die buddhistische Wirtschaftslehre, selten auch: Buddhistische Ökonomie, ist ein spiritueller Ansatz für die Wirtschaft, der von Ernst Friedrich Schumacher 1955 unter dem Namen Buddhist Economics geprägt wurde.

## Hintergrund
Wie jede der großen Weltreligionen, so trifft auch der Buddhismus Aussagen zum wirtschaftlichen Handeln der Menschen, die sich aus seinen ethischen Lehren ergeben. Buddha verkündete zahlreiche ökonomische Handlungsgebote, zum Beispiel nicht mit Fleisch, lebenden Tieren oder Waffen zu handeln. Es gab zudem recht präzise Empfehlungen für das Verhältnis von Ausgaben für eigene Zwecke, Gaben an andere und stets zu bildende Sparrücklagen. Auch vor Verschwendung und dem Schwelgen in Luxus wird in den Sutren gewarnt und ein rücksichtsvoller Umgang mit Menschen und Naturstoffen angemahnt. Gleichzeitig wird jedoch übertriebene Sparsamkeit und Geiz kritisiert. Wer über Mittel verfügt, soll sie nicht schatzbildnerisch horten, sondern sie stets in neue produktive Kreisläufe eintreten und damit auch anderen zugutekommen lassen. Zwischen den beiden Extremen der Hingabe an sinnliche Genüsse einerseits und selbstquälerischer Askese andererseits lehrt der Buddhismus den mittleren Weg. Während Buddha für das wirtschaftliche und soziale Handeln sowohl der Ordinierten als auch der Laien vor dem Hintergrund der alten indischen Gesellschaft eine ganze Reihe sehr konkreter Empfehlungen gab, besitzt die moderne buddhistische Wirtschaftslehre vor dem Hintergrund globalisierter Gesellschaften (noch) kein theoretisches Fundament, aber es zeigen sich erste Ansätze. Das buddhistische Verständnis der Wirtschaft versucht, Klarheit darüber zu schaffen, inwiefern Produktion und Verbrauch schädlich oder nützlich sind; letztlich soll dies zur Reifung des Menschen beitragen. Es geht darum, einen mittleren Weg zwischen einer rein weltlichen und einer extrem asketischen Lebensweise zu finden. Häufig wird die buddhistische Wirtschaftslehre als Gegenteil der westlichen Wirtschaftslehre gesehen, da nicht Wirtschaftswachstum im Vordergrund steht, sondern Einfachheit, Genügsamkeit und Gewaltlosigkeit. Die buddhistische Wirtschaftslehre ist vor allem eine Lehre von Absicht und Motivation im Wirtschaftshandeln, sie liefert aber kein alternatives Erklärungsmodell etwa der Produktion, des Güteraustausches auf Märkten oder der Preisbildung. Als Ethiklehre ist sie normativ im Sinne von Empfehlungen für das rechte wirtschaftliche Handeln als Teil des „rechten Lebenserwerbs“ (ein Glied des Edlen achtfachen Pfades).

## Geschichte
Der Begriff wurde von Ernst Friedrich Schumacher geprägt, während er sich als Wirtschaftsberater von Premierminister U Nu in Burma aufhielt. Seither wird er auch von Autoren des Theravada-Buddhismus, wie z. B. Prayudh A. Payutto, als Lehre verstanden. Schumachers Aufsatz „Buddhistische Wirtschaftslehre“ erschien erstmals 1966 in Asia: A Handbook und später auch in Die Rückkehr zum menschlichen Maß. Alternativen für Wirtschaft und Technik, das unter seinem englischen Titel Small Is Beautiful bekannt wurde und 1977 ins Deutsche übersetzt wurde.

## Ansätze der buddhistischen Wirtschaftslehre
Rational sind Entscheidungen des Wirtschaftens nach dieser Auffassung, wenn wir verstehen, wodurch Irrationalität entsteht. Wenn begriffen wird, wodurch Verlangen entsteht, dann wird erkannt, dass Reichtum in der Welt Verlangen nicht befriedigen kann. Wird die Allgegenwart von Ängsten verstanden, entsteht Mitgefühl gegenüber allem Lebendigen. Dieser spirituelle Ansatz der Wirtschaftslehre stützt sich nicht auf Theorien und Modelle, sondern auf die Interpretation der buddhistischen Lehre hinsichtlich solcher Aspekte wie z. B. Mitgefühl und Zurückhaltung.
In der modernen westlichen Wirtschaftswissenschaft ist der Faktor Arbeit mit Kosten für die Arbeitgeberseite verbunden. Für Arbeitnehmer dient Arbeit der Lebenserhaltung. In der buddhistischen Wirtschaftslehre hat Arbeit drei Funktionen: Sie soll dem Menschen helfen, seine Fähigkeiten zu nutzen und zu entwickeln; sie soll ihm helfen, seine Ichbezogenheit zu überwinden, indem er sich mit anderen zu gemeinsamem Tätigkeiten zusammenschließt; und sie soll die Waren und Dienstleistungen hervorbringen, die für ein Dasein erforderlich sind. Aufgrund dieser Funktionen sollte das Ziel des Wirtschaftens Vollbeschäftigung sein und nicht Konsum oder Gewinnmaximierung, die den Gütern einen höheren Rang als den Menschen einräumen, was zu Unmenschlichkeit führt.
Im Gegensatz zum Materialisten, der Güter als höchsten Wert erachtet, sucht der Buddhist die Befreiung vom Reichtum, die er durch den mittleren Weg findet. Einfachheit und Gewaltlosigkeit sind Kernelemente der buddhistischen Wirtschaftslehre.
Die Wirtschaft ist nach buddhistischer Anschauung nicht von anderen Wissensgebieten zu trennen. Sie ist Bestandteil einer gemeinschaftlichen Anstrengung, Probleme der Menschheit zu lösen. Die buddhistische Wirtschaftslehre leistet derart ihren Beitrag zu gesellschaftlicher, individueller und ökologischer Genügsamkeit.

## Unterschiede zur westlichen Wirtschaftslehre
Grundgedanken der Einfachheit und Gewaltlosigkeit stehen im Gegensatz zu Vorstellungen der westlichen Wirtschaftslehre, die eine permanente Gewinnmaximierung vorsieht und einen höheren Lebensstandard mit mehr Konsum verbindet. In der buddhistischen Wirtschaftslehre wird dagegen versucht, Güter mit möglichst geringen Mitteln und geringem Arbeitsaufwand zu produzieren.
Konsum gilt in der modernen Wirtschaftslehre als glücksverheißend. Dementgegen versucht die buddhistische Wirtschaftslehre, Leiden über die Regulierung von Wünschen zu minimieren. Außerdem ist die Gedankenwelt der modernen Wirtschaftswissenschaft Ich-bezogen und auf die Interessen Einzelner ausgerichtet. Konträr dazu gelten Großzügigkeit und Fürsorge in der buddhistischen Lehre als Bezugspunkte. Buddhistische Ansätze im Rahmen der Ökonomie stehen für Ganzheitlichkeit und achtsames Wirtschaftshandeln. Während die herkömmlichen Wirtschaftswissenschaften im Begehren einen positiven Antrieb zu sinnlichen Lebensfreuden, Wohlstand, Reichtum und Glück sehen, erkennt der Buddhismus darin die Wurzel allen Leidens und durch Überwindung entsprechender Strukturen den Weg zu wahrem, bleibendem Glück und spiritueller Befreiung. Anstelle des Verlangens nach immer mehr steht das Ziel der Reinigung und Läuterung des Geistes.
Derart formuliert sich die buddhistische Wirtschaftslehre auf Grundlage von Nachhaltigkeit und Schonung der Umwelt sowie der Ressourcen. „Vom Standpunkt der buddhistischen Wirtschaftslehre her ist also die Produktion aus am Ort verfügbaren Mitteln für am Ort entstehende Bedürfnisse die vernünftigste Art des Wirtschaftslebens, während Abhängigkeit von Einfuhren, die von weither kommen, und die sich daraus ergebende Notwendigkeit, für die Ausfuhr an unbekannte und weit entfernt lebende Völker zu produzieren, in hohem Maße unwirtschaftlich und nur in Sonderfällen und in kleinem Rahmen zu rechtfertigen ist.“ Ferner stellt die dauerhafte Verwendung begrenzter Ressourcen, wie z. B. Öl und Kohle, einen Gewaltakt gegen die Natur dar, der wiederum zu Kämpfen um Ressourcen und damit Gewalt unter den Menschen führt.

## Vertreter der buddhistischen Wirtschaftslehre
Bhutans König Jigme Singye Wangchuck hat im Jahr 1972 das Bruttonationalglück in seinem Land eingeführt, das ein Gegenkonzept zum Bruttoinlandsprodukt darstellen soll. Im weitesten Sinn kann Bhutan damit als Staat bezeichnet werden, in dem versucht wird, der buddhistischen Wirtschaftslehre zu folgen. Der Versuch einer Ökonomie des Glücks ist jedoch ein schwieriges Unterfangen, das nicht unbedingt von Erfolg gekrönt sein muss. Ein Grundsatzproblem solcher Betrachtungen liegt in der fraglichen Annahme, dass Glück ein Ergebnis wirtschaftlichen Handels sei, darüber hinaus auch in der Schwierigkeit, Glücksgefühle in Geld zu messen. So zum Beispiel in einer Abhandlung von Betsey Stevenson und Justin Wolfers von der University of Pennsylvania aus dem Jahr 2008, in der das Glücksaufkommen mit der Einkommenshöhe in Beziehung gesetzt wird und damit unter anderem belegt werden soll, dass sich in den Industrieländern ab der Höhe eines Einkommens von ca. 9.000 Euro die finanzielle Situation nicht mehr signifikant auf das Glücksaufkommen auswirkt. In der ökonomischen Glücksbetrachtung bleibt zumeist offen, was Glück wirklich ist, bzw. was wirkliches Glück ist. Obwohl der Buddhismus danach strebt, dass alle Wesen glücklich sind, sieht die Lehre jedoch im (wirtschaftspraktischen) Handeln das vorrangige Ziel zur Vermeidung bzw. Verminderung des Leidens. Leiden ist eindeutiger (in Begriffen der Ökonomie „operationalisierbar“) als Glück zu bestimmen.
In deutscher Sprache gibt es inzwischen eine Reihe von Veröffentlichungen zum Thema. Darüber hinaus existieren  auch zwei Websites mit praxisbezogenen Materialien für den Schulunterricht zu diesem Thema.